# Geurdrempel
De geurdrempel van een gasvormige stof is de laagste concentratie van die stof in lucht waarbij de geur ervan nog waarneembaar is door de mens.
Voor de bepaling van de geurdrempel van een stof maakt men gebruik van een geurpanel van verschillende mensen. Deze krijgen een aantal verschillende verdunningen van de stof te ruiken, en geven telkens aan of ze al dan niet een geur kunnen onderscheiden. De geurdrempel is dan de concentratie die door de helft van het panel nog onderscheiden wordt van geurvrije lucht. Geurdrempels zijn geen exacte waarden; niet iedereen is even gevoelig voor een bepaalde geur. In de literatuur kan men dan ook voor één stof verschillende geurdrempels terugvinden.
De geurdrempel wordt uitgedrukt in µg/m3, ppm of ppb.
Het begrip geurdrempel is nauw verwant met het begrip geureenheid: per definitie is de geurdrempel gelijk aan één geureenheid (GE) per m3.